# انریکه لوسرو
انریکه لوسرو (انگلیسی: Enrique Lucero; ۹ اکتبر ۱۹۲۰ – ۹ مهٔ ۱۹۸۹) بازیگر اهل مکزیک بود.
از فیلم‌ها یا برنامه‌های تلویزیونی که وی در آن نقش داشته است می‌توان به هفت دلاور، فرزندان سانچز، بوچ کسیدی و ساندنس کید، ستوان کلمبو، بازگشت مردی به نام اسب، سر آلفردو گارسیا را برایم بیاور، دو قاطر برای خواهر سارا، این گروه خشن، دستهای از مارسی، خداحافظی طولانی، توپهای سان سباستین، سرگرد داندی، و امیلیانو ساپاتا اشاره کرد.